# Hernando de Talavera
Hernando de Talavera (Talavera de la Reina o Oropesa, província de Toledo, 1428 - Granada, 14 de maig de 1507) va ser un monjo jerònim, prior del Monestir de Santa María de Prado a Valladolid, bisbe d'Àvila (1485) i arquebisbe de Granada (1492), confessor i conseller d'Isabel la Catòlica (1465), i entrà en contacte amb Cristòfor Colom, a qui ajudà econòmicament. Escriptor menys conegut, però d'indubtables mèrits amb obres com ¿Perquè creure en Déu? perquè Déu ho mana.